# آل هورفورد
آل هورفورد (بالإسبانية: Al Horford)‏ مواليد 3 يونيو 1986، هو لاعب كرة سلة دومينيكي يلعب مع فريق بوسطن سيلتكس في الرابطة الوطنية لكرة السلة ويحمل الرقم 42. يبلغ طوله 6 قدم 10 بوصة (2.1 م).

## فرق لعب لها
- أتلانتا هوكس
- بوسطن سيلتكس

## الميداليات
| الميدالية | المسابقة                             |
| --------- | ------------------------------------ |
| برونزية   | بطولة أمم الأمريكتين لكرة السلة 2011 |

## روابط خارجية
- آل هورفورد على موقع الاتحاد الدولي لكرة السلة (الإنجليزية)
- آل هورفورد على موقع إن بي أي (الإنجليزية)
- آل هورفورد على موقع سبورتس رفرنس (الإنجليزية)
- آل هورفورد على موقع كرة السلة الأوروبية.كوم (الإنجليزية)
- آل هورفورد على موقع إي إس بي إن.كوم (الإنجليزية)
- آل هورفورد على موقع كلية كرة السلة في سبورتس رفرنس.كوم (الإنجليزية)
- آل هورفورد على موقع ريلجم (الإنجليزية)
- آل هورفورد على موقع بروبوليرز (الإنجليزية)